# Gegen Personen des politischen Lebens gerichtete Beleidigung, üble Nachrede und Verleumdung
Die Gegen Personen des politischen Lebens gerichtete Beleidigung, üble Nachrede und Verleumdung ist eine Straftat, die in Deutschland in § 188 StGB normiert ist. Bei dem Delikt handelt es sich um ein Vergehen, das im Fall der Beleidigung Freiheitsstrafe bis zu drei Jahren oder Geldstrafe vorsieht, während der Strafrahmen im Fall der üblen Nachrede bei Freiheitsstrafe von drei Monaten bis zu fünf Jahren und bei der Verleumdung zwischen sechs Monaten und fünf Jahren liegt.
Mit der Änderung durch das Gesetz zur Bekämpfung des Rechtsextremismus und der Hasskriminalität 2021 wurden Werturteile als Beleidigungen in den Tatbestand aufgenommen. Zuvor waren nur falsche Tatsachenbehauptungen als üble Nachrede oder Verleumdung von § 188 StGB erfasst. Nunmehr handelt es sich um eine Qualifikation gegenüber den Straftatbeständen Beleidigung, üble Nachrede und Verleumdung.

## Allgemeines
Die Norm berücksichtigt, dass Personen, die sich politisch betätigen, ehrverletzenden Angriffen in besonderer Form ausgesetzt sind. Sie soll verhindern, dass die öffentliche Auseinandersetzung unnötig emotionalisiert und polarisiert wird. Da der Schutzzweck der Vorschrift darauf zielt, die „Vergiftung des politischen Lebens“ abzuwehren, beruht die qualifizierte Regelung gegenüber den § 186 und § 187 StGB nicht auf einem abgestuften Wert personaler Ehre.
Das Bundesverfassungsgericht erachtete 1955 den damaligen § 187a StGB als mit dem Gleichheitssatz des Artikel 3 des Grundgesetzes für die Bundesrepublik Deutschland für vereinbar und lehnte daher eine Verfassungswidrigkeit ab. In der Begründung heißt es:  „Der erhöhte strafrechtliche Ehrenschutz wird den im politischen Leben stehenden Personen nicht um ihrer selbst willen gewährt, sondern um ihr öffentliches Wirken vor unsachlichen Beeinträchtigungen zu schützen und um einer erhöhten Gefährdung der Ehre dieser Personen Rechnung zu tragen.“ Allerdings wird ihr Anwendungsbereich begrenzt, da Personen, die im politischen Leben stehen, höhere Duldungspflichten auferlegt werden. Bei Auseinandersetzungen im politischen Meinungskampf und Angelegenheiten im öffentlichen Interesse geht die Rechtsprechung nach Thomas Fischer von einer Vermutung zugunsten der Meinungsäußerungsfreiheit aus (Wahrnehmung berechtigter Interessen).

## Strafgrund, Rechtsgut und geschützte Personen
Hintergrund des § 188 StGB ist nach Anja Schiemann, dass Personen, die sich politisch engagieren, in besonderem Maße ehrverletzenden Angriffen ausgesetzt sind. Ähnlich rechtfertigt nach Eric Hilgendorf und einer Entscheidung des Bundesgerichtshofs von 1954 die Stellung der Betroffenen im politischen Leben wegen möglicher nachteiliger Folgen der Tat für ihr öffentliches Wirken den höheren Strafschutz.
Nach Thomas Fischer ist das geschützte Rechtsgut der Vorschrift die Person, nicht hingegen das politische Amt; mittelbar hingegen gehe es auch darum, die Funktionsfähigkeit der jeweiligen Ämter zu gewährleisten. Die Norm schütze Personen, die im politischen Leben stehen, dort führende Positionen innehaben und sich mit wichtigen Fragen der Gesetzgebung oder Verwaltung, der Verfassung oder internationalen Politik beschäftigen und das öffentliche Leben wesentlich beeinflussen. Neben dem Bundespräsidenten und Bundestagspräsidenten, den Mitgliedern der Bundesregierung und der jeweiligen Landesregierungen zählten dazu auch die Abgeordneten des Deutschen Bundestages und der Landesparlamente sowie führende Politiker der Parteien. Andere Personen des allgemeinen öffentlichen Lebens seien hingegen nicht geschützt, selbst wenn sie sich mit Fragen der Wirtschaft oder Wissenschaft, der Kunst oder Weltanschauung befassen, als prominent gelten oder über sonstigen Einfluss verfügen. Nach Martin Heger sind dagegen unter Umständen auch Journalisten, Geistliche, Gewerkschaftler und Verbandsvertreter geschützt, falls sie sich – nach außen sichtbar – mit wichtigen Angelegenheiten des Staates oder der Allgemeinheit befassen. Der Bundesgerichtshof hob hervor, dass „im politischen Leben des Volkes stehende Personen“ nicht nur solche seien, die sich im Leben des Volkes politisch betätigen, sondern „alle die sich für eine gewisse Dauer mit Angelegenheiten befassen, die den Staat, seine Verfassung, Gesetzgebung und Verwaltung … berühren“. Dies seien auch Richter des Bundesverfassungsgerichts.
2021 wurde der Tatbestand auf Kommunalpolitiker erweitert. Nach der Begründung zum entsprechenden Gesetzesentwurf sollen hierzu Tätigkeiten „beispielsweise auch auf Ebene der Landkreise, der Städte, Gemeinden und Ortsteile sowie auf Ebene von landesrechtlich geregelten Verwaltungseinheiten, wie etwa im Land Berlin die Bezirke“, gezählt werden. Nach Herger sind insofern nun auch Landräte, leitende politische Kommunalbeamte und Gemeinderatsmitglieder geschützt.

## Tatbestand
Die Vorschrift unterscheidet zwischen einer Beleidigung gemäß § 185 StGB, einer üblen Nachrede gemäß § 186 StGB und einer Verleumdung gemäß § 187 StGB.
Zusätzlich müssen für die Qualifikation des § 188 StGB mehrere Tatbestandsmerkmale hinzukommen. Zum einen muss die Tat „öffentlich, in einer Versammlung oder durch Verbreiten eines Inhalts (§ 11 Absatz 3)“ verübt worden sein. Des Weiteren greift die Qualifikation nur, wenn die Tat „aus Beweggründen begangen [wurde], die mit der Stellung des Beleidigten im öffentlichen Leben zusammenhängen“.
Insbesondere muss die Behauptung bzw. das Werturteil des Täters geeignet sein, die öffentliche Betätigung des Betroffenen deutlich zu beeinträchtigen, indem es dessen Lauterkeit oder Glaubwürdigkeit hinterfragt und ihn diskreditiert (ansonsten kommen nur die allgemeinen Vorschriften über Beleidigung, üble Nachrede und Verleumdung zur Anwendung). Auf bestimmte Tätigkeiten des Betroffenen braucht sich der Täter nicht zu beziehen. Ob die Tat geeignet ist, ihn nachhaltig zu tangieren, hängt nach einer Literaturmeinung lediglich vom Inhalt der Behauptungen ab, nicht hingegen von bestimmten Tatumständen oder dem Umfang des beeinflussten Personenkreises. Entsprechend entschied das Pfälzische Oberlandesgericht Zweibrücken für die neue Alternative der Beleidigung. Nach einer anderen Literaturmeinung ist dagegen die Geeignetheit unter Berücksichtigung der Gesamtumstände zu bestimmen. Nach dem Oberlandesgericht Celle kommt es auf die Gesamtumstände – „wie der Glaubwürdigkeit des Täters, der Art der Verbreitung und der Größe des erreichten Personenkreises“ – für die neue Alternative der Beleidigung an. Jedenfalls für die Beleidigungsalternative stellte auch das Bayerische Oberste Landesgericht auf die Gesamtumstände ab.

## Abwägung mit Meinungsfreiheit
Eine Meinungsäußerung fällt grundsätzlich in den Schutzbereich der Meinungsfreiheit (Art. 5 Abs. 1 Satz 1 GG). Diese findet in allgemeinen Gesetzen wie z. B. §§ 185 ff. StGB ihre Schranke. Seit dem Lüth-Urteil des BVerfG ist eine Wechselwirkung zu beachten. Allgemeine Gesetze setzen der Meinungsfreiheit zwar Schranken, müssen ihrerseits aber wiederum im Lichte der Meinungsfreiheit ausgelegt und angewendet werden.
Auch bei der Auslegung des § 188 StGB muss die grundrechtlich geschützte Meinungsfreiheit beachtet werden. Die Meinungsfreiheit schützt auch Werturteile über Politiker, auch wenn sie womöglich einen ehrschmälernden Gehalt haben. Auch eine polemisch oder verletzend formulierte Aussage kann in den Schutzbereich des Grundrechts fallen. Der Schutz der Meinungsfreiheit ist gerade aus dem besonderen Schutzbedürfnis der Machtkritik erwachsen. Machtkritik erlaubt aber nicht jede ins Persönliche gehende Beschimpfung von Amtsträgern. Der Schutz der Person des politischen Lebens tritt umso mehr zurück, je weniger es sich um eine Äußerung im privaten Bereich in Verfolgung eigennütziger Ziele handelt und umso mehr es sich um einen Beitrag zu einer die Öffentlichkeit wesentlich berührenden Frage handelt, der Äußernde also in erster Linie zur Bildung der öffentlichen Meinung beitragen will.
Auch hier sind Äußerungen desto weniger schutzwürdig, je mehr sie sich von einem Meinungskampf in die Öffentlichkeit wesentlich berührenden Fragen wegbewegen und die Herabwürdigung der betreffenden Personen in den Vordergrund tritt.
Mit Blick auf Form und Begleitumstände einer Äußerung kann nach den Umständen des Falles insbesondere erheblich sein, ob sie ad hoc in einer hitzigen Situation oder im Gegenteil mit längerem Vorbedacht gefallen ist. Denn für die Freiheit der Meinungsäußerung wäre es besonders abträglich, wenn vor einer mündlichen Äußerung jedes Wort auf die Waagschale gelegt werden müsste. Der grundrechtliche Schutz der Meinungsfreiheit als unmittelbarer Ausdruck der Persönlichkeit impliziert – in den Grenzen zumutbarer Selbstbeherrschung – die rechtliche Anerkennung menschlicher Subjektivität und damit auch von Emotionalität und Erregbarkeit. Demgegenüber kann bei schriftlichen Äußerungen im Allgemeinen ein höheres Maß an Bedacht und Zurückhaltung erwartet werden. Dies gilt – unter Berücksichtigung der konkreten Kommunikationsumstände – grundsätzlich auch für textliche Äußerungen in den „sozialen Netzwerken“ im Internet. In diesem Zusammenhang ist ebenfalls erheblich, ob und inwieweit für die betreffende Äußerung ein konkreter und nachvollziehbarer Anlass bestand oder ob sie aus nichtigen oder vorgeschobenen Gründen getätigt wurde.
Bei der Abwägung ist mit der Meinungsfreiheit ist nach dem Bundesverfassungsgericht auch zu beachten, dass ein „wirksamer Schutz der Persönlichkeitsrechte von Amtsträgern und Politikern […] im öffentlichen Interesse“ liege. Denn nur in diesem Fall könne eine Mitwirkung in Staat und Gesellschaft erwartet werden.
Grundrechtlich geschützt sind nur Meinungen und damit in erster Linie Werturteile; nicht erfasst sind bewusst oder erwiesen unwahre falsche Tatsachenbehauptungen, insbesondere Fake News. Bei der Einordnung, ob eine Äußerung ihrem Schwerpunkt nach als Meinungsäußerung oder als Tatsachenbehauptung anzusehen ist, ist auf den Gesamtkontext der Äußerung abzustellen. Eine Trennung einer Äußerung in einen wertenden und einen tatsächlichen Teil ist nur dann zulässig, wenn ihr Sinn dadurch nicht verfälscht wird.
Keine Einzelfallabwägung von allgemeinem Persönlichkeitsrecht/Ehrenschutz gegenüber der Meinungsfreiheit findet statt, wenn es um Schmähung bzw. Schmähkritik, Formalbeleidigung oder Angriff auf die Menschenwürde geht. In diesen Fallgruppen geht immer der Ehrenschutz vor. Allerdings nahm das Bundesverfassungsgericht auch bei einer Entscheidung in Bezug auf Äußerungen über eine Politikerin eine Verletzung des allgemeinen Persönlichkeitsrechts an, als nach der Verneinung von Schmähkritik das Kammergericht eine Abwägung unterließ und Beleidigung ablehnte.

## Rechtfertigung
Ob die Handlung gerechtfertigt ist, kann im Rahmen der Wahrnehmung berechtigter Interessen (§ 193 StGB) geprüft werden. Für Verleumdungen kann ein berechtigtes Interesse in aller Regel ausgeschlossen werden.

## Strafantrag
Im Gegensatz zu den §§ 185–187 StGB ist gemäß § 194 Absatz 1 Satz 3 StGB kein Strafantrag erforderlich, sofern die Staatsanwaltschaft ein besonderes öffentliches Interesse an der Strafverfolgung bejaht (relatives Antragsdelikt). Allerdings kann die Tat nicht von Amts wegen verfolgt werden, falls der Verletzte der Strafverfolgung widerspricht (§ 194 Absatz 1 Satz 4 StGB).

## Privatklage
Die Straftat nach § 188 StGB kann im Rahmen der Privatklage verfolgt werden (§ 374 Abs. 1 Nr. 2 StPO). Allerdings ist im Falle des § 188 StGB gemäß Nr. 229 Abs. 1 S. 1 RiStBV das nach § 376 StPO für die Erhebung der öffentlichen Klage durch die Staatsanwaltschaft nötige öffentliche Interesse „meist“ gegeben.

## Konkurrenzen
Beim Zusammentreffen mit der Erfüllung anderer Straftatbestände gilt im Rahmen der Konkurrenzen Folgendes:
Da es sich in diesem Verhältnis um eine Qualifikation handelt, verdrängt § 188 StGB die §§ 185 ff. StGB (Beleidigung, üble Nachrede und Verleumdung) im Rahmen der Spezialität. Gegenüber der spezielleren Verunglimpfung des Bundespräsidenten (§ 90 StGB) tritt § 188 StGB zurück. Streitig ist, ob mit verfassungsfeindlicher Verunglimpfung von Verfassungsorganen (§ 90b StGB) Idealkonkurrenz möglich ist oder § 90b StGB als speziellere Norm vorgeht.

## Diskussion
In der juristischen Fachliteratur schreibt der Strafrechtler Eric Hilgendorf zu § 188 StGB, dass der Hass in den sozialen Netzwerken in Bezug auf öffentlich sichtbare Persönlichkeiten nahezu unerträglich geworden sei. Es bestehe stets die Gefahr, dass Online-Hetze in physische Gewalt übergehe. Die Demokratie sei in Gefahr, wenn politische Ämter nur noch für robusteste Persönlichkeiten attraktiv seien. Die Erweiterung auf Beleidigung ist nach dem Strafrechtler Armin Engländer zu begrüßen, da eine „Vergiftung des politischen Klimas durch Ehrabschneidungen und Diffamierung des politischen Gegners als Kampfmittel“ ebenso durch Werturteile wie durch Tatsachenbehauptungen drohe.
In der politischen Debatte kritisierten Juristen und Politiker wie Marcel Schröder und Wolfgang Kubicki, dass sich eine „Anzeige-Industrie“ rund um Spitzenpolitiker gebildet habe. Kubicki nannte es zudem „auffällig [...] dass die Polizei meist nur wegen offensichtlich rechter Accounts anfragt und quasi nie wegen solcher, die sich als links zu erkennen geben.“
Der Strafrechtler Holm Putzke urteilte: „Dass wegen einer Beleidigung eine Durchsuchung durchgeführt wird – das sehen wir schon länger. Es gibt inzwischen inflationär viele Verfahren, die darauf zurückgehen, dass Politiker jemanden wegen Beleidigung angezeigt haben ... Ich halte solche Maßnahmen allein wegen möglicher Beleidigungsdelikte für problematisch.“ Der Journalist Velten Schäfer kommentierte für Der Freitag, dass niemand jede Beschimpfung hinnehmen müsse. „Aber per Abmahn-Startup Bürger verklagen, während man selbst gern gegen Andersdenkende ledert? Die Politik darf nicht vergessen, wer in der Demokratie der Souverän ist“. Der Wirtschaftswissenschaftler Christian Rieck sieht aus spieltheoretischer Sicht einen Einschüchterungsversuch, der in einer Demokratie nichts verloren habe. Der rechtsradikale AfD-Bundestagsabgeordnete Stephan Brandner bezeichnete den Tatbestand im Bundestag als „Majestätsbeleidigung“ und brachte später mit der AfD-Fraktion einen Gesetzesentwurf ein, § 188 StGB abzuschaffen.

## Einzelne Entscheidungen
Das Pfälzische Oberlandesgericht Zweibrücken hob im September 2024 in dritter Instanz einen Freispruch eines Facebook-Nutzers auf, der im September 2021 die frühere Bundeskanzlerin Angela Merkel als „dumme Schlampe“ bezeichnet hatte. Im März 2025 sprach das Bayerische Oberste Landesgericht ebenfalls in dritter Instanz einen Demonstranten frei, der im Frühjahr 2022 Bundeskanzler Olaf Scholz auf einem Plakat als „Volksschädling“ bezeichnet hatte. Beide Gerichte hatten unterschiedliche Ansichten zum Tatbestandsmerkmal der Geeignetheit, das öffentliche Wirken der Betroffenen erheblich zu erschweren (siehe oben bei Tatbestand).
Im April 2025 wurde der rechtspopulistische Journalist David Bendels wegen § 188 StGB in der Alternative der Verleumdung vom Amtsgericht Bamberg zu sieben Monaten Freiheitsstrafe auf Bewährung verurteilt. Grund dafür war ein Posting vom 28. Februar 2024, das eine Fotomontage von der Bundesinnenministerin Nancy Faeser zeigt, die ein Schild mit der Aufschrift trägt: „Ich hasse die Meinungsfreiheit.“ Bendels bezeichnete das Posting als Satire. Das Gericht sah es anders, da es „für den unbefangenen Leser als solche nicht erkennbar“ sei; es stelle eine bewusst unwahre und verächtlich machende Tatsachenbehauptung dar. Bendels kündigte Berufung an. Das Urteil wurde medial kontrovers diskutiert.